# Hoshiyar Qadin
Hoshiyar Qadin, död 1886, var gift med Egyptens khediv Ibrahim Pascha (regent 1848) och mor till Ismail Pascha (regent 1863–1879).
Hon uppges ha varit syster till Pertevniyal Sultan, vars son blev det Osmanska rikets sultan 1861. Hon gavs som hustru till Ibrahim Pascha, som hade vistats en tid vid det osmanska hovet i Konstantinopel. Hennes make blev khediv år 1848. När hennes son blev khediv år 1863 fick hon ställningen som walida pascha och fick som sådan högsta rang i khedivens harem. Som khediv var hennes son formellt sett den osmanska sultanens vicekung, och som syster till sultanens inflytelserika mor Pertevniyal Sultan hade Hoshiyar Qadin en viktig kanal till sultanen, som hon använde för att beskydda sin sons maktställning. Hon utövade ingen öppen makt, men framförde åsikter om politiken genom sina kontakter, bland dem främst Khalil Agha.